# 小鷲河村
小鷲河村（こわしがわそん）は、鳥取県気高郡にあった自治体である。1896年（明治29年）3月31日までは気多郡に属した。

## 概要
現在の鳥取市鹿野町小別所・鹿野町鷲峯（じゅうぼう）・鹿野町河内（こうち）に相当する。鷲峰山北西麓、および河内川中流域に位置した。
村名は3大字の頭文字を組み合わせた合成地名である。
藩政時代には鳥取藩領の気多郡殿村郷（とのむらのごう）に属する小別所村・鷲峰村・河内村があった。

## 沿革
- 1881年（明治14年）9月12日 - 鳥取県再置。
- 1883年（明治16年）3月 - 山宮村（後の逢坂村大字山宮）に置かれた連合戸長役場の管轄区域となる[5]。
- 1889年（明治22年）10月1日 - 町村制の施行により、小別所村・鷲峰村・河内村が合併して村制施行し、気多郡小鷲河村が発足。旧村名を継承した3大字を編成し、役場を鷲峰村に設置[4][6]。
- 1896年（明治29年）4月1日 - 郡制の施行により、高草郡・気多郡の区域をもって気高郡が発足し、気高郡小鷲河村となる。
- 1915年（大正4年）1月1日 - 「小鷲河村大字◯◯村」から大字の「村」を削除し、「小鷲河村大字◯◯」と改称[7]。
- 1955年（昭和30年）7月1日 - 鹿野町（初代）・勝谷村と合併し、改めて鹿野町（2代）が発足。同日小鷲河村廃止[8]。

## 行政

### 歴代村長
| 代                                                      | 氏名       | 就任年月日                 | 退任年月日                 | 備考                   |
| ------------------------------------------------------- | ---------- | -------------------------- | -------------------------- | ---------------------- |
| 初                                                      | 田中鉄藏   | 1889年（明治22年）11月16日 | 1893年（明治26年）1月20日  |                        |
| 2                                                       | 倉益啓次郎 | 1893年（明治26年）2月8日   | 1897年（明治30年）2月2日   |                        |
| 3                                                       | 田中鉄藏   | 1897年（明治30年）2月3日   | 1899年（明治32年）8月7日   |                        |
| 4                                                       | 前田六藏   | 1899年（明治32年）8月22日  | 1902年（明治35年）2月22日  |                        |
| 5                                                       | 三谷富藏   | 1902年（明治35年）4月4日   | 1907年（明治40年）8月17日  |                        |
| 6                                                       | 池原友市   | 1907年（明治40年）8月31日  | 1907年（明治40年）12月25日 |                        |
| 7                                                       | 田中鉄藏   | 1908年（明治41年）1月10日  | 1910年（明治43年）3月15日  |                        |
| 8                                                       | 三谷富藏   | 1910年（明治43年）3月29日  | 1912年（大正元年）12月14日 |                        |
| 9                                                       | 池原友市   | 1913年（大正2年）1月10日   | 1913年（大正2年）5月29日   |                        |
| 10                                                      | 田中鉄藏   | 1913年（大正2年）7月14日   | 1915年（大正4年）11月19日  |                        |
| 11                                                      | 三谷富藏   | 1915年（大正4年）12月14日  | 1922年（大正11年）3月19日  |                        |
| 12                                                      | 池原友市   | 1922年（大正11年）5月15日  | 1924年（大正13年）5月6日   |                        |
| 13                                                      | 前田吉※    | 1924年（大正13年）5月21日  | 1929年（昭和4年）12月27日  |                        |
| 14                                                      | 山本實三郎 | 1930年（昭和5年）1月14日   | 1934年（昭和9年）1月13日   |                        |
| 15                                                      | 國森一郎   | 1934年（昭和9年）1月22日   | 1937年（昭和12年）1月2日   |                        |
| 16                                                      | 國森子太郎 | 1937年（昭和12年）2月5日   | 1946年（昭和21年）11月18日 |                        |
| 17                                                      | 中田耕     | 1947年（昭和22年）4月5日   | 1947年（昭和22年）12月17日 |                        |
| 18                                                      | 三谷博通   | 1948年（昭和23年）1月31日  | 1952年（昭和27年）1月30日  |                        |
| 19                                                      | 國森子太郎 | 1952年（昭和27年）1月31日  | 1955年（昭和30年）6月30日  | 合併後、鹿野町長に就任 |
| 参考文献 - 鹿野町誌. 別巻（鹿野町誌編集委員会、1995年） |            |                            |                            |                        |

## 教育
- 小鷲河村立小鷲河小学校（後の鹿野町立小鷲河小学校、2001年に統合により新・鹿野小学校となり閉校）